# Tennistoernooi van Cincinnati 2006
|                                          |  |                                     |
| Vera Zvonarjova, winnares bij de vrouwen |  | Andy Roddick, winnaar bij de mannen |

Het tennistoernooi van Cincinnati van 2006 werd in de periode juli/augustus 2006 gespeeld op de hardcourt-buitenbanen van het Lindner Family Tennis Center in de Amerikaanse plaats Mason, ongeveer dertig kilometer benoorden Cincinnati. De officiële naam van het toernooi was Western & Southern Masters and Women's Open.
Het toernooi bestond uit twee delen:
- WTA-toernooi van Cincinnati 2006, het toernooi voor de vrouwen, van 17 tot en met 23 juli
- ATP-toernooi van Cincinnati 2006, het toernooi voor de mannen, van 14 tot en met 20 augustus

ATP-toernooi van Cincinnati‎ – WTA-toernooi van Cincinnati‎

2004 · 2005 · 2006 · 2007 · 2008 · 2009 · 2010 · 2011 · 2012 · 2013 · 2014 · 2015 · 2016 · 2017 · 2018 · 2019 · 2020 · 2021 · 2022 · 2023 · 2024